# Lodine
Lodine (sardinski: Lodìne) je grad i općina (comune) u pokrajini Nuoru u regiji Sardiniji, Italija. Nalazi se na nadmorskoj visini od 884 metra i ima 339 stanovnika.
 Prostire se na 7,70 km². Gustoća naseljenosti je 44 st/km².
Susjedne općine su: Bitti, Lula, Onanì, Padru, Siniscola i Torpè.